# عبد الرؤوف بن غيث
عبد الرؤوف بن قيط، ولد في 5 أبريل 1996. هو لاعب كرة قدم جزائري يشغل مركز لاعب خط الوسط في نادي شباب بلوزداد.

## مسيرته الكروية

### الترجي الرياضي التونسي
انضم بن غيث إلى صفوف الترجي قادما من باراداو الجزائري في صيف 2019.
في 08 سبتمبر 2021، أعلم الجزائري عبد الرؤوف بن غيث لاعب وسط الترجي التونسي إدارة ناديه بفسخ التعاقد من طرف واحد.

### مولودية الجزائر
في 24 فبراير 2022، أعلن عن تعاقد اللاعب مع نادي مولودية الجزائر.

### الرجاء الرياضي
في 3 أغسطس 2022 تعاقد عبد الرؤوف بن غيث مع نادي الرجاء الرياضي بشكل رسمي.

## روابط خارجية
- عبد الرؤوف بن غيث على موقع قاعدة بيانات كرة القدم.إي يو (الإنجليزية)
- عبد الرؤوف بن غيث على موقع Soccerway.com (الإنجليزية)
- عبد الرؤوف بن غيث على موقع أوليمبيديا (الإنجليزية)